# Olbia
Olbia er en af de større byer på den italianske ø Sardinien. Dens beliggenhed er nordøst på øen.

## Natur
I nærheden af Olbia kan man også se på flamingoer.
1. ↑  demo.istat.it (fra Wikidata).